# Darlene Hard
Darlene Ruth Hard, ameriška tenisačica, * 6. januar 1936, Los Angeles, ZDA, † 2. december 2021, Los Angeles.
Darlene Hard se je v posamični konkurenci sedemkrat uvrstila v finala turnirjev za Grand Slam, osvojila je Amatersko prvenstvo Francije leta 1960 ter Nacionalno prvenstvo ZDA v letih 1960 in 1961. Še po dvakrat se je uvrstila v finale turnirjev za Nacionalno prvenstvo ZDA in Prvenstvo Anglije, na turnirjih za Prvenstvo Avstralije pa se je najdlje uvrstila v četrtfinale leta 1962. V konkurenci ženskih dvojic je osemnajstkrat nastopila v finalih, od tega je osvojila trinajst naslovov, šestkrat Nacionalno prvenstvo ZDA, štirikrat Prvenstvo Anglije in trikrat Amatersko prvenstvo Francije, na turnirjih za Prvenstvo Avstralije pa je enkrat zaigrala v finalu. Uspešna je bila tudi v konkurenci mešanih dvojic, kjer je trikrat osvojila Prvenstvo Anglije in dvakrat Amatersko prvenstvo Francije, na turnirjih za Nacionalno prvenstvo ZDA se je trikrat uvrstila v finale, na turnirjih za Prvenstvo Avstralije pa enkrat. Leta 1973 je bila sprejeta v Mednarodni teniški hram slavnih.

## Finali Grand Slamov

### Posamično (7)

#### Zmage (3)
| Leto | Turnir                       | Nasprotnica v finalu | Rezultat finala |
| 1960 | Amatersko prvenstvo Francije | Yola Ramírez Ochoa   | 6–3, 6–4        |
| 1960 | Nacionalno prvenstvo ZDA     | Maria Bueno          | 6–4, 10–12, 6–4 |
| 1961 | Nacionalno prvenstvo ZDA (2) | Ann Haydon           | 6–3, 6–4        |

#### Porazi (4)
| Leto | Turnir                       | Nasprotnica v finalu | Rezultat finala |
| 1957 | Prvenstvo Anglije            | Althea Gibson        | 6–3, 6–2        |
| 1958 | Nacionalno prvenstvo ZDA     | Althea Gibson        | 3–6, 6–1, 6–2   |
| 1959 | Prvenstvo Anglije (2)        | Maria Bueno          | 6–4, 6–3        |
| 1962 | Nacionalno prvenstvo ZDA (2) | Margaret Smith       | 9–7, 6–4        |

### Ženske dvojice (18)

#### Zmage (13)
| Leto | Turnir                           | Partnerica      | Nasprotnici v finalu                | Rezultat finala |
| 1955 | Amatersko prvenstvo Francije     | Beverly Baker   | Shirley Bloomer Pat Ward            | 7–5, 6–8, 13–11 |
| 1957 | Amatersko prvenstvo Francije (2) | Shirley Bloomer | Yola Ramírez Rosie Reyes            | 7–5, 4–6, 7–5   |
| 1957 | Prvenstvo Anglije                | Althea Gibson   | Mary Bevis Hawton Thelma Coyne Long | 6–1, 6–2        |
| 1958 | Nacionalno prvenstvo ZDA         | Jeanne Arth     | Maria Bueno Althea Gibson           | 2–6, 6–3, 6–4   |
| 1959 | Prvenstvo Anglije (2)            | Jeanne Arth     | Beverly Baker Christine Truman      | 2–6, 6–2, 6–3   |
| 1959 | Nacionalno prvenstvo ZDA (2)     | Jeanne Arth     | Althea Gibson Sally Moore           | 6–2, 6–3        |
| 1960 | Amatersko prvenstvo Francije (3) | Maria Bueno     | Pat Ward Ann Haydon Jones           | 6–2, 7–5        |
| 1960 | Prvenstvo Anglije (3)            | Maria Bueno     | Sandra Reynolds Renee Schuurman     | 6–4, 6–0        |
| 1960 | Nacionalno prvenstvo ZDA (3)     | Maria Bueno     | Althea Gibson Deidre Catt           | 6–1, 6–1        |
| 1961 | Nacionalno prvenstvo ZDA (4)     | Lesley Turner   | Edda Buding Yola Ramírez            | 6–4, 5–7, 6–0   |
| 1962 | Nacionalno prvenstvo ZDA (5)     | Maria Bueno     | Karen Hantze Billie Jean King       | 4–6, 6–3, 6–2   |
| 1963 | Prvenstvo Anglije (4)            | Maria Bueno     | Robyn Ebbern Margaret Smith         | 8–6, 9–7        |
| 1969 | Odprto prvenstvo ZDA (6)         | Françoise Dürr  | Margaret Smith Virginia Wade        | 0–6, 6–3, 6–4   |

#### Porazi (5)
| Leto | Turnir                           | Partnerica          | Nasprotnici v finalu            | Rezultat finala |
| 1956 | Amatersko prvenstvo Francije     | Dorothy Head        | Angela Buxton Althea Gibson     | 8–6, 6–8, 1–6   |
| 1957 | Nacionalno prvenstvo ZDA         | Althea Gibson       | Louise Brough Margaret Osborne  | 2–6, 5–7        |
| 1961 | Amatersko prvenstvo Francije (2) | Maria Bueno         | Sandra Reynolds Renee Schuurman | b.b.            |
| 1962 | Prvenstvo Avstralije             | Mary Carter Reitano | Robyn Ebbern Margaret Smith     | 4–6, 4–6        |
| 1963 | Nacionalno prvenstvo ZDA (2)     | Maria Bueno         | Robyn Ebbern Margaret Smith     | 6–4, 8–10, 3–6  |